# Sylvain Didot
Pour les articles homonymes, voir Didot.
Sylvain Didot, né le 8 octobre 1975 à Lannion (Côtes-d'Armor), est un footballeur français devenu entraîneur.
Gaucher, il évolue au poste de milieu de terrain offensif durant sa carrière de joueur. Son frère, Étienne Didot, est lui aussi footballeur professionnel.
Il est nommé le octobre 2019 entraîneur de l'En avant Guingamp. À la suite d'un mauvais début de saison 2020-2021, il est limogé le 30 août 2020.

## Biographie
Formé à l'En avant Guingamp, il joue longtemps à Brest avant d'aller dans le sud-ouest, au Toulouse FC. Il participe activement au retour des Toulousains en Ligue 1 en inscrivant d'ailleurs le but de la remontée. La saison suivante, il fait toujours partie du groupe haut-garonnais qui se maintient parmi l'élite.
Il rejoint ensuite le Stade de Reims où il devient rapidement un des cadres de l'équipe champenoise. Il devient capitaine du club à l'orée de la saison 2006-2007, prenant ainsi la succession de Christophe Delmotte. Il se blesse après un début de championnat tonitruant, où son entente avec Cédric Fauré faisait des merveilles. Une grave blessure au genou gauche survenue le 20 octobre 2006 qui nécessite une intervention chirurgicale et une longue indisponibilité. Sa convalescence se fait entre Reims, Capbreton, Trestel et Bordeaux ... Des problèmes de nerfs au niveau de la jambe gauche retardent son retour à la compétition.
Fin septembre 2007, il a le feu vert des médecins et reprend normalement l'entraînement. Il joue cette saison 23 matches de Ligue 2. La saison suivante, le club rémois est relégué en National. En fin de contrat, il signe pour la saison 2009/2010 à Avranches (CFA).
Il signe en avril 2011 son premier contrat d'entraîneur en faveur du Stade briochin, pour la saison 2011-2012. Le club évolue en Division Supérieure Élite (7e division). Sous sa conduite, le club monte en Division d'Honneur (6e division) en 2012 puis en CFA 2 en 2013. En 2017, il est champion de CFA 2.
En juin 2017, il quitte le Stade briochin et rejoint l'En avant Guingamp où il entraîne l'équipe réserve.
Le 7 octobre 2019, il est nommé entraîneur principal de l'En avant Guingamp après deux matchs en tant qu'intérimaire.
Il est démis de ses fonctions le 30 août 2020 après un mauvais début de saison (un nul et une défaite lors des deux premières journées).
Le 19 avril 2021, il est nommé entraîneur de l'US Granville.

## Carrière de joueur
- 1997-1998 :  GSI Pontivy (CFA)
- 1998-2002 :  Stade brestois (CFA puis National)
- 2002-2004 :  Toulouse FC (Ligue 2 puis Ligue 1)
- 2004-2009 :  Stade de Reims (Ligue 2)
- 2009-2011 :  US Avranches (CFA)

## Carrière d'entraîneur
- 2011-2017 :  Stade briochin (DSE puis DH puis CFA 2)
- 2018 :  EA Guingamp (Ligue 1)
- 2019-2020 :  EA Guingamp (Ligue 2)
- depuis 2021 :  US Granville (National 2)

## Palmarès
- Champion de France de Ligue 2 en 2003 avec le Toulouse FC
- Champion de CFA (Groupe D) en 2000 avec le Stade brestois

## Statistiques
- 24 matchs et 1 but en Ligue 1
- 152 matchs et 8 buts en Ligue 2
- 62 matchs et 2 buts en National